# Barbara de Loorová
Barbara de Loorová (* 26. května 1974 Amsterdam, Severní Holandsko) je bývalá nizozemská rychlobruslařka.
Prvního juniorského světového šampionátu se zúčastnila v roce 1992 (6. místo), o rok později skončila čtvrtá. Tehdy také debutovala na seniorském Mistrovství Evropy (15. místo) a v závodech Světového poháru. V roce 1994 poprvé startovala na Mistrovství světa ve víceboji (14. místo). První mezinárodní medaili získala na evropském šampionátu 1997, kde se umístila na třetím místě. Tentýž rok byla devátá na světovém vícebojařském mistrovství, startovala také na Mistrovství světa na jednotlivých tratích (1500 m – 11. místo, 3000 m – 8. místo, 5000 m – 8. místo). V roce 1998 skončila šestá na Mistrovství Evropy, přičemž podobných výsledků na tomto šampionátu dosahovala i v následujících letech: 1999 – pátá, 2001 – čtvrtá, 2002 – jedenáctá, 2003 – 21. místo (odstoupila po prvním startu), 2004 – pátá. Startovala na Zimních olympijských hrách 1998, na 5 km se umístila na čtvrté příčce, patnáctistovku dokončila na 22. místě. V několika dalších letech se na mistrovstvích světa často výsledkově pohybovala těsně pod stupni vítězů, několikrát byla čtvrtá, pátá nebo šestá, jak na vícebojařských šampionátech, tak na mistrovstvích na jednotlivých tratích. Ze závodu na 1000 m na světovém šampionátu na jednotlivých tratích 2005 si přivezla zlatou medaili, na distanci 1500 m byla čtvrtá. Zúčastnila se zimní olympiády 2006, na trati 1000 m se umístila na šesté příčce. Po sezóně 2005/2006 ukončila sportovní kariéru. Je také několikanásobnou medailistkou z nizozemských šampionátů z let 1993–2003.